# Gabriel Périès
 (juillet 2020).
Si vous disposez d'ouvrages ou d'articles de référence ou si vous connaissez des sites web de qualité traitant du thème abordé ici, merci de compléter l'article en donnant les références utiles à sa vérifiabilité et en les liant à la section « Notes et références ».
Georges Gabriel Périès (né en 1961) est un politologue, essayiste et enseignant-chercheur français.

## Biographie
Docteur en sciences politiques de l’Université Paris I Panthéon Sorbonne et titulaire d'une habilitation à diriger des recherches de l'Institut d'études politiques de Toulouse, il est professeur à l'école de management de l'Iinstitut Mines-Télécom (IMT Business School) où il a été directeur du département Langues et Sciences Humaines (LSH) de 2010 à 2012.
Il a été membre du conseil scientifique du laboratoire « Lexicométrie et textes politiques » de l'École normale supérieure et membre du groupe de recherche sur la sécurité et la gouvernance de l'Institut d'études politiques de Toulouse. Il a été chercheur au sein de l'équipe de recherche « Éthique, technologies, organisations, société » (ETOS) de Télécom SudParis et membre de la chaire Valeurs et Politiques des Informations Personnelles de l'Institut Mines-Télécom.
Également juriste de formation, il est professeur invité à la faculté de droit de l'Université de La Plata (Argentine), consultant auprès du Haut Commissariat des Nations unies pour les réfugiés et assesseur à la Cour nationale du droit d'asile. Membre des comités de rédaction des revues Mots. Les langages du politique et Cultures & Conflits, il est notamment spécialisé dans les usages politiques des nouvelles technologies de l'information et de la communication ainsi que dans les doctrines contre-insurrectionnelles. 
Il est notamment l'auteur avec David Servenay, de Une guerre noire. Enquête sur les origines du génocide rwandais, 1959-1994  (La Découverte, 2007).
Gabriel Périès est aussi l'auteur d'une centaine d'articles parus en France et à l'étranger.

## Publications
- Une guerre noire. Enquête sur les origines du génocide rwandais, 1959-1994[3],[4], avec David Servenay, La Découverte, 2007.
- De l'action militaire à l'action politique. Impulsion, codification et application de la doctrine de la guerre révolutionnaire  au sein de l'armée française (1944-1960)[5] compte-rendu de la thèse de doctorat (Science politique, Paris 1 - 1999), sous la direction de Jacques Lagroye [6].

### Articles
- Du conductor et du pueblo dans Conducción política du général Perón (1952) Mots : Les Langages du politique 2007 n°85. Violence et démocratie en Amérique latine
- Articles publiés dans Cultures et conflits
- Démocratie et modernité : considérations lexicales sur le néoradicalisme de Daniel Cohn-Bendit. Mots : Les Langages du politique,  volume   59    1999     n° 59   pp. 109-115
- Conditions d'emploi des termes interrogatoire et torture dans le discours militaire pendant la guerre d'Algérie. Mots : Les Langages du politique  1997 volume  51 n° 51 pp. 41-57
- Analogies politico-religieuses dans l'action psychologique pendant la guerre froide.  Mots : Les Langages du politique,  volume 38  1994     n° 38   pp. 79-90
- L'Arabe, le Musulman, l'Ennemi dans le discours militaire de la «guerre révolutionnaire » pendant la guerre d'Algérie. In: Mots : Les Langages du politique, mars 1992, n°30. Images arabes en langue française. pp. 53-71.
- Publications de Gabriel Périès diffusées sur Cairn.info

### Autres
- « Théorie des hiérarchies parallèles ». Les origines de l’Etat terroriste et de la disparition forcée dans l’Argentine dictatoriale (intervention de Gabriel Périès,  lors du colloque « Les citoyens français assassinés ou portés disparus pendant le terrorisme d'État en Argentine », le 8 décembre 2011).